# Combourg
Combourg (tiếng Breton: Komborn, Gallo: Conbórn) là một xã của tỉnh Ille-et-Vilaine, thuộc vùng Bretagne, miền tây bắc nước Pháp.

## Dân số
Người dân ở Combourg được gọi là Combourgeois.
| 1810                                            | 1962 | 1968 | 1975 | 1982 | 1990 | 1999 | 2006 |
| ----------------------------------------------- | ---- | ---- | ---- | ---- | ---- | ---- | ---- |
| 4170                                            | 4339 | 4457 | 4647 | 4733 | 4843 | 4850 | 5223 |
| Starting in 1962: Population without duplicates |      |      |      |      |      |      |      |